# Denise LaSalle
Denise LaSalle, pseudonimo di Ora Denise Allen (Contea di Leflore, 16 luglio 1934 – Jackson, 8 gennaio 2018), è stata una cantante statunitense di genere blues, definita come la Regina del Blues.

## Discografia

### Studio e live
- 1967 – A Love Reputation
- 1971 – Craving for You
- 1972 – Trapped by a Thing Called Love
- 1973 – On the Loose
- 1975 – Here I Am Again
- 1976 – Second Breath
- 1977 – The Bitch Is Bad!
- 1978 – Under the Influence
- 1978 – Shot of Love
- 1979 – Unwrapped
- 1980 – I'm So Hot
- 1981 – And Satisfaction Guaranteed
- 1983 – A Lady in the Street
- 1984 –  Right Place, Right Time
- 1985 –  Love Talkin'
- 1986 –  Rain & Fire
- 1987 – It's Lying Time Again
- 1988 – Hittin' Where It Hurts
- 1990 – Still Trapped
- 1992 – Love Me Right
- 1994 – Still Bad
- 1997 – Smokin' in Bed
- 1999 – God's Got My Back
- 2000 –  This Real Woman
- 2001 –  There's No Separation
- 2002 –  Still the Queen
- 2004 –  Wanted
- 2007 – Pay Before You Pump
- 2010 – 24 Hour Woman
- 2019 – Mississippi Woman Steppin' Out Live!

### Compilation
- 1973 – Doin' It Right
- 1985 – My Toot Toot
- 1989 –  Holdin' Hands with the Blues
- 2001 – I Get What I Want: Best of the ABC/MCA Years
- 2003 – My Toot Toot: The Definitive Anthology

## Riconoscimenti
- Blues Hall of Fame 2011[7]